# 王惟恕
王惟恕（1521年—？），字行甫，號近斋，福建漳州府長泰縣人，軍籍，明朝政治人物。

## 生平
嘉靖十九年（1540年）庚子科福建鄉試第二十二名舉人。嘉靖二十六年（1547年）中式丁未科會試第一百七十六名，登第二甲第十九名進士。户部觀政，授刑部主事，歷升本部员外郎、郎中，出为广东按察司副使，官至广西布政司参政，四十一年正月考察以才力不及降调。

## 家族
曾祖王光重；祖父王廷表；父王瑩之，知州。母謝氏。重庆下。子朝瑞、朝亨。